# Ehsan Yarshater

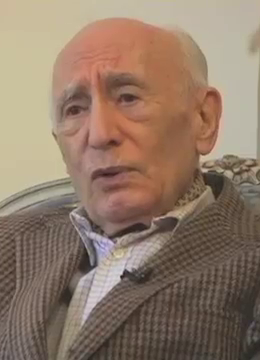
Ehsan Yarshater (2011)

Ehsan Yarshater (persisch احسان یارشاطر, DMG Eḥsān-e Yāršāṭer; * 3. April 1920 in Hamadan, Iran; † 2. September 2018 in Fresno, Kalifornien, Vereinigte Staaten) war ein iranischer Iranist. Er war Direktor des Center for Iranian Studies und Professor der Iranistik an der Columbia-Universität, New York.

## Leben und Wirken
Ehsan Yarshater studierte Persische Philologie an der Universität Teheran und Iranische Philologie (Alt- und Mittel-Iranisch) bei W. B. Henning an der School of Oriental and African Studies (SOAS) in London.
Seine Dissertation an der Universität Teheran behandelte die persische Dichtung unter dem Timuriden Schahruch (15. Jh.). Seine Dissertation an der London University wurde später als A Grammar of Southern Tati Dialects (Mouton, 1969) erweitert und herausgegeben. Sie beschreibt eine Serie von Tati-Dialekten, die im Südwesten Qazvins gesprochen werden.
Yarshater gilt als einer der bedeutendsten Iranisten seiner Generation. Er wurde international insbesondere als Mitbegründer und Herausgeber der Encyclopædia Iranica bekannt, an deren Verwirklichung insgesamt 40 weitere Herausgeber und 300 Autoren unterschiedlicher Institutionen der Vereinigten Staaten, Europas und Asiens beteiligt sind. Er war ebenfalls Herausgeber des 1983 erschienenen dritten Bandes der Cambridge History of Iran, der die Geschichte der Seleukiden, der Parther und der Sassaniden umfasst. Ein weiteres von Yarshater initiiertes Projekt ist die inzwischen zwanzigbändige History of Persian Literature.
Er veröffentlichte daneben eine Reihe von Artikeln zu den modernen westiranischen Dialekten Tati und Taleshi, zu den jüdischen Dialekten des Persischen (wie z. B. dem Lotara) sowie zur persischen Mythologie. Yarshater gewann mehrere internationale Preise, darunter 1959 eine UNESCO-Auszeichnung.
Der Yarshater-Lectureship-Preis ist heute die angesehenste Auszeichnung im Feld der Iranistik.
Yarshater war bis zu ihrem Tod im Jahr 1999 mit Latifeh Alvieh, einer ehemaligen Kulturberaterin im Kulturbüro der US-Botschaft in Teheran, verheiratet. Er starb 2018 im Alter von 98 Jahren in Kalifornien.

## Veröffentlichungen (Auswahl)
- Legends of the Epic of Kings (Dastanha-ye Shahnama). Teheran 1957 ff.; 2. Auflage 1974, 1982 (UNESCO-Preis 1959).
- Were the Sasanians heirs to the Achaemenids? In: Atti del Convegno sul tema: La Persia nel Medioevo (Roma, 31 marzo – 5 aprile 1970) (= Accademia Nazionale dei Lincei – Problemi attuali di scienza e di cultura. Heft 160). Rom 1971, S. 517–531.
- mit Richard Ettinghausen: Highlights of Persian Art. Boulder, Colorado, 1979.
- Selected Stories from the Shahnama (Bargozida-ye dastanha-ye Shahnama). Band 1. Teheran 1974 (ND Washington, D.C. 1982).
- The Cambridge History of Iran 3.2.: The Seleucid, Parthian and Sasanian Periods. Cambridge u. a. 1983.
- als Hrsg.: Encyclopaedia Iranica. London / Costa Mesa, Calif. 1985 ff.
- Persian Literature. New York 1988.